# Loïc Rémy
Loïc Rémy, född 2 januari 1987 i Rillieux-la-Pape, är en fransk fotbollsspelare (anfallare) som spelar för Brest.

## Karriär
Rémy är en produkt av Olympique Lyonnais ungdomsakademi och spelade för Frankrikes U21-landslag i U21-turneringen Toulon Tournament 2007. Den 14 oktober 2006 spelade han sin första Ligue 1-match för Lyon mot St-Étienne. Våren 2008 var han utlånad till Lens och gjorde där 3 mål på 10 ligamatcher. Efter låneperioden skrev han på ett fyraårskontrakt med Nice den 5 juni 2008. Under sina två första säsonger i Nice gjorde Rémy 11 respektive 13 ligamål.
Den 20 augusti 2010 skrev Rémy på ett femårskontrakt med Marseille, som i media uppgavs ha betalat cirka 15 miljoner euro för spelaren. Innan övergången genomfördes hade Rémy kopplats samman med Premier League-klubbarna Liverpool, West Ham United, Stoke och Tottenham Hotspur. I januarifönstret 2013 värvade Queens Park Rangers Remy. I sin debutmatch för QPR gjorde han mål i fjortonde minuten mot West Ham United efter en djupledspass av Adel Taarabt. Sommaren 2014 var Remy nära en övergång till Liverpool, men klubben valde att inte värva honom.
Den 1 september 2017 värvades Rémy av spanska Las Palmas, där han skrev på ett tvåårskontrakt. Den 28 januari 2018 lånades Rémy ut till Getafe på ett låneavtal över resten av säsongen 2017/2018. Den 13 juli 2018 värvades Rémy av Lille, där han skrev på ett tvåårskontrakt. Den 28 augusti 2020 värvades Rémy av den turkiska klubben Çaykur Rizespor, där han skrev på ett tvåårskontrakt. Den 9 februari 2022 värvades Rémy av ligakonkurrenten Adana Demirspor.
I februari 2023 skrev Rémy på ett halvårskontrakt med Brest.